# سربل ذهاب
سربل ذهاب (بالفارسية: سرپل ذهاب) (بالکردیة: سەرپێڵی زەهاو، Sarpeli Zahaw) هي مدينة تقع في إيران في كرمانشاه. يقدر عدد سكانها بـ 34,632 نسمة من الشیعة، وأهل السنة والیارسانیة.

## معرض صور

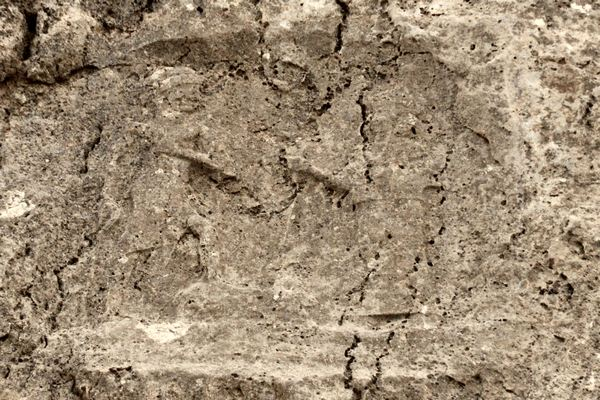
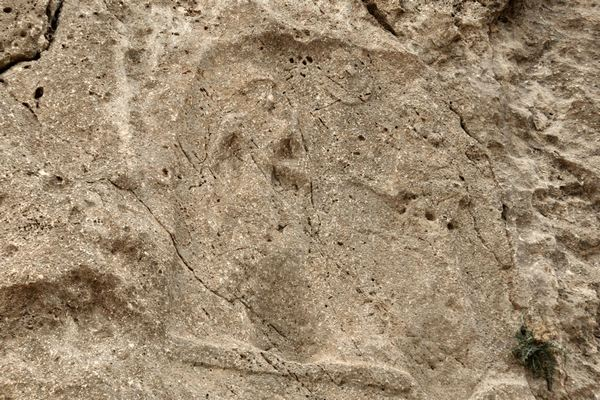
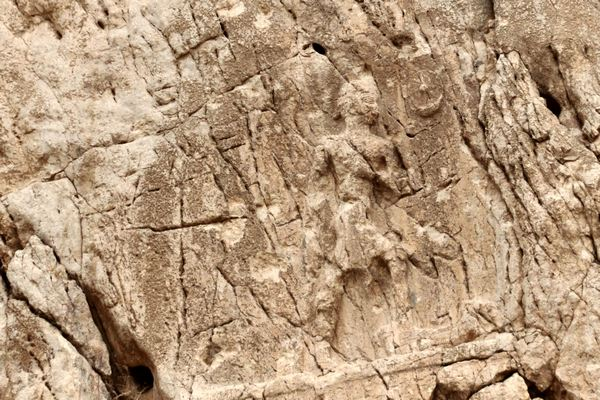

## أعلام
- بختيار رحماني